# Catechismus

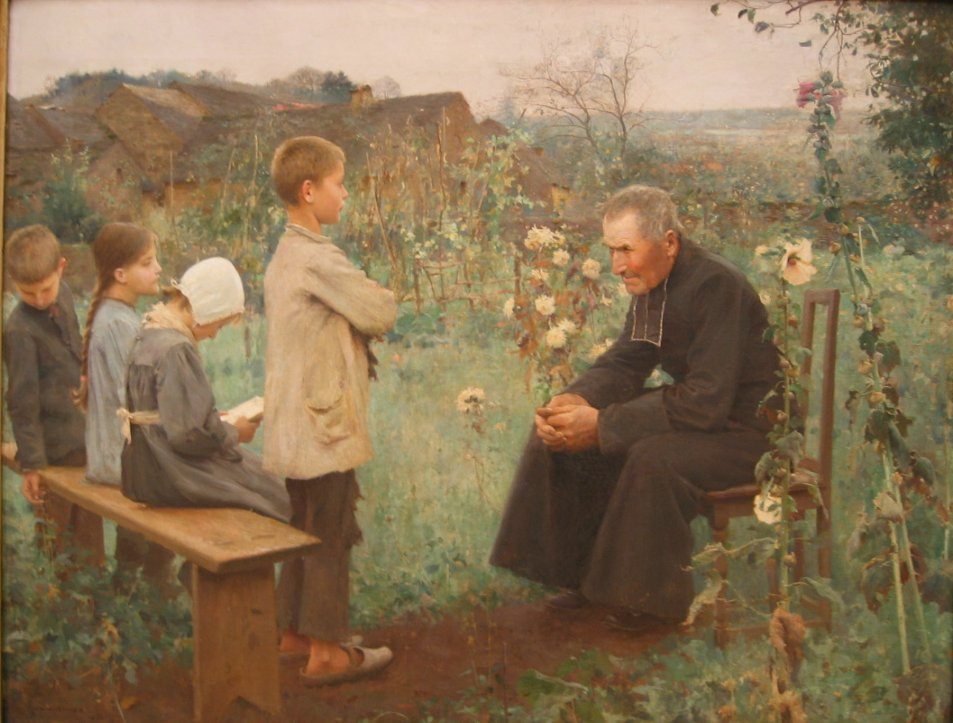
De catechismusles, Jules-Alexis Muenier, 1890, Musée des beaux-arts de Besançon

Een catechismus (van het Griekse: Κατήχησις, katechesis = onderricht) is een opsomming van de leer van een bepaald kerkgenootschap waarin al zijn dogma's systematisch en voor leken begrijpelijk worden gegeven en uitgelegd. Omdat ze een middel zijn bij de catechese, worden ze vaak in vraag- en antwoordvorm uitgegeven.

## Katholieke Kerk
In de Katholieke Kerk zijn het bekendst:
- de Catechismus van Petrus Canisius, SJ (1554): het eerste boek waarin, in de vorm van vraag en antwoord, geloofsonderricht voor volwassenen gegeven wordt. Het boek biedt een overzicht van de katholieke geloofsleer. Aan zo'n overzicht was behoefte omdat de Reformatie bij veel katholieken verwarring over de juiste katholieke leer had gebracht.
- de Romeinse Catechismus (1566, uitgegeven door de H. Carolus Borromaeus in opdracht van het Concilie van Trente).
- de Mechelse Catechismus, (1609, opgesteld door de jezuïeten in opdracht van aartsbisschop Matthias Hovius en in verschillende versies gebruikt tot diep in de 20e eeuw).
- de Schoolkatechismus (voor Nederland, onder andere uitgegeven in 1920 en opnieuw in 1932, 1949 en 1955).
- de Catechismus ten gebruike van al de bisdommen van België (1946).
- de Nieuwe Katechismus (1966, in opdracht van de Nederlandse bisschoppen geschreven door het Hoger Katechetisch Instituut, en aangevuld en gecorrigeerd in 1969 naar aanleiding van kritiek uit Nederland en Rome).
- de Catechismus van de Katholieke Kerk (1992 en 1997).
- het Compendium van de Catechismus van de Katholieke Kerk (2005, beknopte uitgave, in vraag- en antwoordvorm).
- Youcat (2011, jongerencatechismus, in vraag- en antwoordvorm).

In de 19e eeuw kwamen voor het godsdienstonderwijs aan kinderen speciaal geschreven catechismusteksten in zwang. In 1920 verscheen de Nederlandse Schoolcatechismus. Deze werd door de Nederlandse bisschoppen verplicht voor de godsdienstles op de katholieke lagere scholen. In 1964 onthieven de bisschoppen de katholieke lagere scholen van de verplichting tot het gebruik van de Schoolcatechismus in de godsdienstles.
Voor de inhoud van de van oorsprong Nederlandse Nieuwe Catechismus van 1966 werd sinds het jaar van verschijnen gewaarschuwd door onder meer Vaticaanse dicasterieën en priesters. De inhoud wordt op vele plaatsen onverenigbaar met het overgeleverde katholieke geloof beschouwd. De aanvulling van 1969 bevatte op zich alle door de Romeinse Curie vereiste wijzigingen.
De oorspronkelijke bedoeling van de vroege catechismus was, naast het helder uiteenzetten van alle geloofspunten, ook de bescherming van katholieke gelovigen tegen het opkomend protestantisme.

## Grieks-orthodoxe Kerk
In de Grieks-orthodoxe Kerk hanteert men de Catechismus van de Grieks-orthodoxe Kerk (2008).

## Protestanten
De protestanten stelden tijdens de Reformatie eigen catechismi en belijdenisgeschriften op, waarvan de Heidelbergse Catechismus van 1563 een van de bekendste is. Deze catechismus zette zich in 80 vragen en antwoorden af tegen de visie op het leerstuk van de "Werkelijke Tegenwoordigheid", zoals dat binnen de Katholieke Kerk wordt geleerd.

### Lutheranisme
Het lutheranisme kent twee catechismussen (beide geschreven door Maarten Luther in 1529):
- Grote Catechismus van Luther
- Kleine Catechismus van Luther

De Grote Catechismus bevat een aantal van zijn preken. De belangrijkste christelijke doctrines worden systematisch behandeld (de Tien Geboden, het (Symbolum) Apostolicum, het Onze Vader, de doop, het Avondmaal en de biecht). De catechismus is primair bedoeld voor de geestelijkheid en leerkrachten om de jeugd en de minder geleerde gelovigen te onderwijzen tijdens respectievelijk de catechismusdienst en op school. De Kleine Catechismus is bedoeld voor huisvaders om de gezinsleden te onderwijzen. Hij is veel eenvoudiger van opzet en taalgebruik. De Kleine Catechismus is een officieel belijdenisgeschrift van de Protestantse Kerk in Nederland.

### Gereformeerd protestantisme

#### Catechismus van Genève
De Catechismus van Genève is van de hand van Johannes Calvijn, verscheen in 1541 en onderging twee belangrijke herzieningen (1545 en 1560). De catechismus bestaat uit vragen en antwoorden: deze vorm heeft Calvijn overgenomen van zijn collega Martin Bucer. Ze zijn gerangschikt rond vier belangrijke geloofsthema's: geloof, wet, gebed en sacramenten. De catechismus van Genève is met 373 vragen en antwoorden erg uitgebreid en wordt naast catechismus voor de jeugd ook als belijdenisgeschrift gebruikt. De Catechismus van Genève heeft een plaats in de kerkorde van de Protestantse Kerk in Nederland gekregen omdat hij vanouds door de Waalse kerk in Nederland wordt gebruikt.

#### Heidelbergse Catechismus
De bekendste gereformeerde catechismus is de Heidelbergse Catechismus, die in opdracht van de keurvorst Frederik III van de Palts werd opgesteld door de gereformeerde theologen Caspar Olevianus en Zacharias Ursinus. De Heidelbergse Catechismus verscheen in 1563 en werd in 1619 door de Synode van Dordrecht als corpus doctrinae van de Nederduitse Gereformeerde Kerk gezien. Hij is een van de drie geschriften van de "Drie Formulieren van Enigheid" van de Protestantse Kerk in Nederland. De Heidelbergse Catechismus telt 129 vragen en antwoorden, die later werden verdeeld over de 52 zondagen van het jaar.

#### Catechismussen vanWestminster
Samen met de Westminster Confession of Faith (1647) schreef de Westminster Assembly van Britse protestanten ook twee catechismussen: de Grote Catechismus van Westminster en de Kleine Catechismus van Westminster. Beide catechismussen waren bedoeld voor zowel de Church of England alsmede de Church of Scotland, maar vanwege hun onmiskenbare calvinistische inslag, werden ze alleen door de Presbyteriaanse Church of Scotland geaccepteerd (1648). Samen met de Westminster Confession of Faith zijn de catechismussen de officiële corpus doctrinae van de Church of Scotland.

#### Kleine catechismus van Beza
Theodorus Beza schreef een kleine catechismus. 

#### Grote catechismus vanJohannes a Lasco
In 1546 schreef Johannes a Lasco een catechismus. 

#### Gewone Catechismus (2019)
De Gewone Catechismus is geschreven door Theo Pleizier, Arnold Huijgen en Dolf te Velde. Deze catechismus wil de inhoud van het christelijk geloof op een hedendaagse manier overdragen aan volgende generaties. Hij bestaat uit honderd vragen en antwoorden, per antwoord is er een korte toelichting opgenomen. 

### Baptistische catechismus
In 1680 werkte de baptistische predikant Hercules Collins de Heidelbergse Catechismus om tot een catechismus die voldoet aan de baptistische leer (bijvoorbeeld inzake de doop). Sinds 1689 kon deze catechismus openlijk verschijnen.

### Anglicanisme
In het anglicanisme bevat het Book of Common Prayer een korte, maar directe catechismus die bestaat uit 24 vragen en antwoorden en die uitstekend geschikt is voor kinderen om te memoreren. De catechismus werd waarschijnlijk geschreven door Thomas Cranmer, aartsbisschop van Canterbury in 1549. De catechismus is meerdere keren herzien, voor het laatst in 1662.

### Socinianisme/unitarisme
De socinianen publiceerden in 1605 hun Racovian Catechismus, die nontrinitarisch is. De aan de Socinianen verwante unitariërs kennen ook diverse catechismussen.